# Belgravia
Belgravia é um distrito no centro de Londres, cobrindo partes das áreas da Cidade de Westminster e do Burgo Real de Kensington e Chelsea.
Durante o Período Tudor, Belgravia era conhecida como "Five Fields" e tornou-se um local perigoso devido à presença de salteadores de estrada e assaltos. Foi desenvolvida no início do século XIX por Richard Grosvenor, 2.º Marquês de Westminster, sob a direção de Thomas Cubitt, com foco em várias grandiosas esplanadas centradas em Belgrave Square e Eaton Square. Grande parte de Belgravia, conhecida como Grosvenor Estate, ainda pertence a uma empresa imobiliária da família, a Grosvenor Group do Duque de Westminster. No entanto, devido à Lei de Reforma do Arrendamento de 1967, a propriedade foi obrigada a vender muitos dos seus direitos de propriedade plena aos antigos inquilinos.

## Geografia

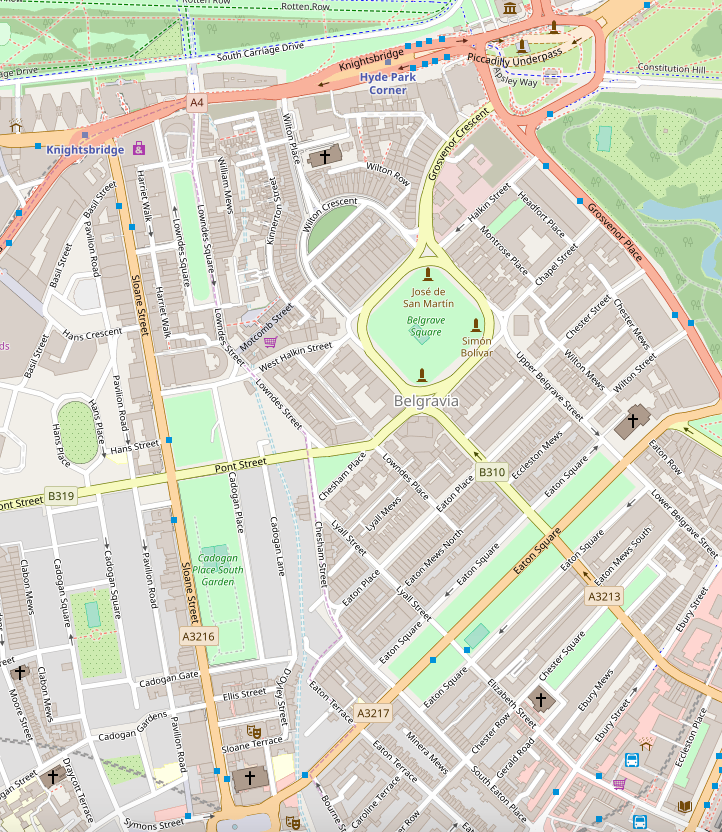
Mapa do centro de Belgravia.

Belgravia fica perto do antigo curso do rio Westbourne, um afluente do rio Tamisa. A área situa-se maioritariamente na Cidade de Westminster, com uma pequena parte da secção ocidental no Bairro Real de Kensington e Chelsea.
O distrito localiza-se principalmente a sudoeste do Palácio de Buckingham e é delimitado, de forma aproximada, por Knightsbridge (a estrada) a norte, Grosvenor Place e Buckingham Palace Road a leste, Pimlico Road a sul e Sloane Street a oeste. A norte encontra-se Hyde Park, a nordeste Mayfair e Green Park, e a leste Westminster.
A zona é maioritariamente residencial, com algumas exceções notáveis, como Belgrave Square no centro, Eaton Square a sul e os Jardins do Palácio de Buckingham a leste.
As estações de metro mais próximas são Hyde Park Corner, Knightsbridge e Sloane Square. A estação de Victoria, um importante intercâmbio ferroviário, de metro e de autocarros, situa-se a leste do distrito. Serviços frequentes de autocarro ligam Belgravia a todas as zonas do centro de Londres a partir de Grosvenor Place. A A4, uma das principais estradas de Londres Ocidental, e a London Inner Ring Road percorrem os limites de Belgravia.

## História

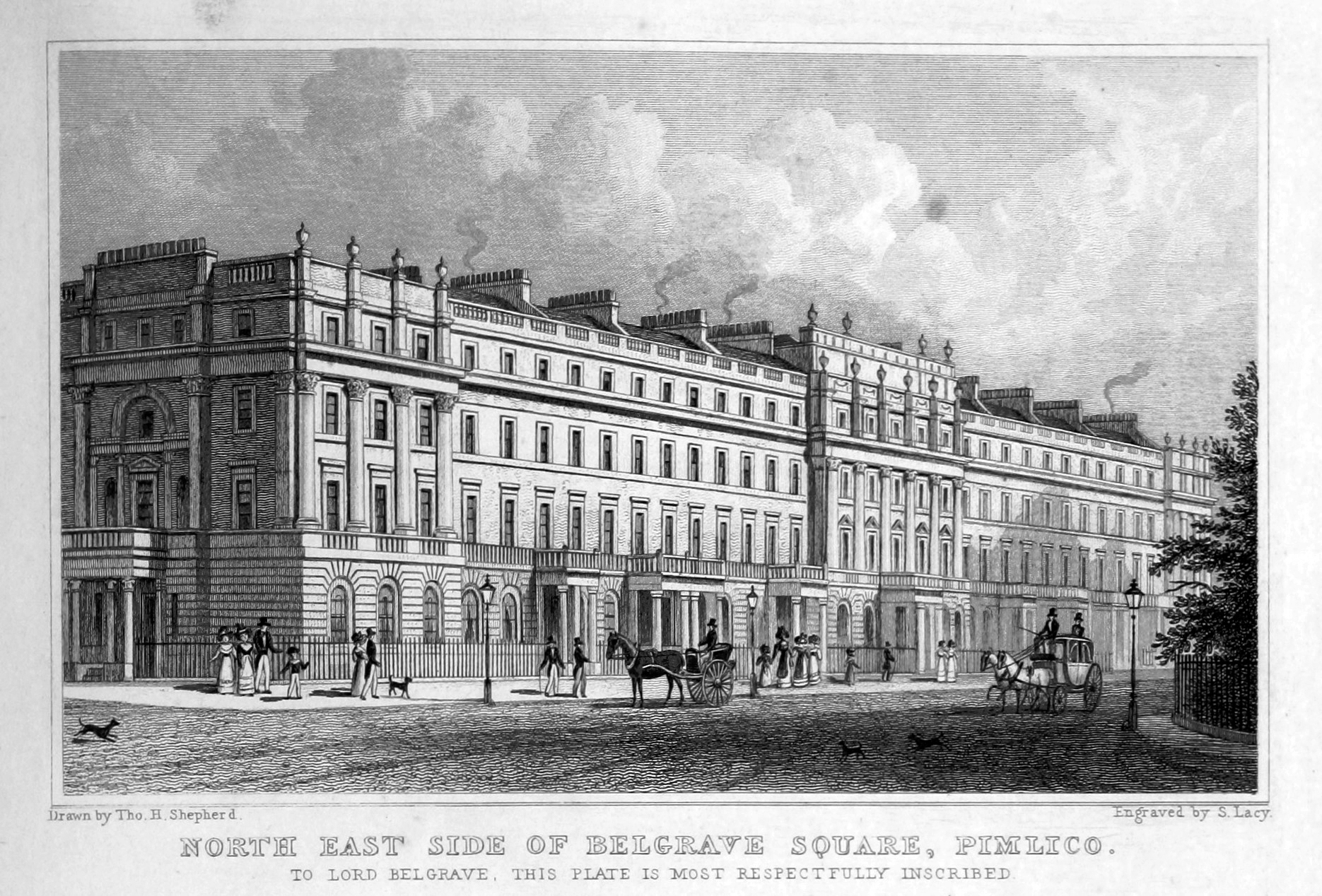
Belgrave Square em 1820.

A área deve o seu nome à aldeia de Belgrave, em Cheshire, situada a três quilómetros da principal residência rural da família Grosvenor, Eaton Hall. Um dos títulos subsidiários do Duque de Westminster é Visconde de Belgrave.
Durante a Idade Média, a área era conhecida como Five Fields e consistia numa série de campos utilizados para pastagem, atravess
ados por trilhos pedonais. O rio Westbourne era cruzado pela Bloody Bridge, provavelmente assim chamada por ser frequentada por salteadores e assaltantes de estrada, tornando perigosa a travessia dos campos durante a noite. Em 1728, o corpo de um homem foi descoberto junto à ponte, com metade do rosto e cinco dedos mutilados. Em 1749, um vendedor de bolos foi assaltado e deixado cego. A distância de Five Fields em relação a Londres também fez dela um local popular para duelos.
Apesar da sua reputação de crime e violência, Five Fields era uma zona agradável durante o dia, e vários jardins de mercado foram estabelecidos. A urbanização da área começou depois de Jorge III se mudar para Buckingham House e construir uma fileira de casas no que é hoje Grosvenor Place. Em 1826, Richard Grosvenor, 2.º Marquês de Westminster, obteve do Parlamento os direitos para construir na área que se tornaria Belgravia e chegou a um acordo com Thomas Cubitt para projetar uma propriedade. A construção das grandiosas esplanadas revestidas de estuque decorreu entre 1830 e 1847.
Belgravia caracteriza-se por elegantes esplanadas de casas brancas revestidas de estuque e tem como centro Belgrave Square e Eaton Square. Desde o seu início, foi um dos bairros residenciais mais elegantes de Londres. No final do século XIX, Belgravia figurava entre as zonas mais prestigiadas da cidade, ao lado de Tyburnia e Mayfair.
Após a Segunda Guerra Mundial, algumas das maiores casas deixaram de ser utilizadas como residências ou moradias urbanas para a nobreza rural e aristocracia, sendo cada vez mais ocupadas por embaixadas, sedes de instituições de caridade, associações profissionais e outras empresas. Belgravia tornou-se um bairro relativamente tranquilo no coração de Londres, contrastando com os distritos vizinhos, que possuem muito mais lojas movimentadas, grandes edifícios de escritórios modernos, hotéis e espaços de entretenimento. Muitas embaixadas estão localizadas na área, especialmente em Belgrave Square.

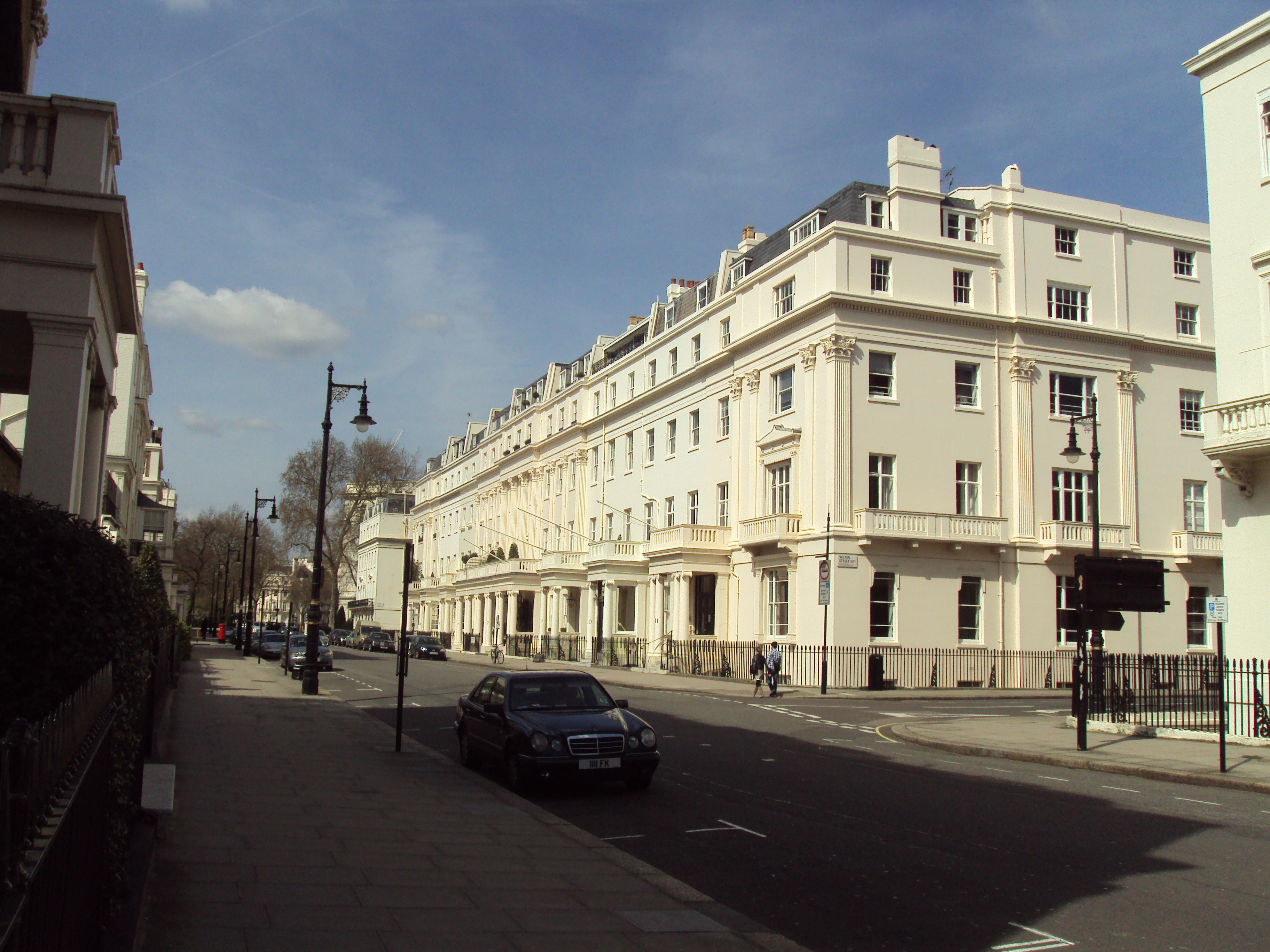
Upper Belgrave Street, Belgravia.

No início do século XXI, algumas casas começaram a ser reconvertidas para uso residencial, uma vez que os escritórios em edifícios antigos deixaram de ser tão desejáveis como nas décadas do pós-guerra, enquanto o número de super-ricos em Londres atingiu um nível não visto desde, pelo menos, 1939. O preço médio de uma casa em Belgravia, em março de 2010, era de 6,6 milhões de libras, embora muitas propriedades na área estejam entre as mais caras do mundo, chegando a custar até 100 milhões de libras, o equivalente a 4.761 libras por pé quadrado (51.000 libras por metro quadrado) em 2009.
Em 2013, muitas das propriedades residenciais em Belgravia pertenciam a estrangeiros abastados que possuem outras residências de luxo em 
locais exclusivos ao redor do mundo. Como resultado, muitas destas casas encontram-se temporariamente desocupadas, pois os seus proprietários estão frequentemente noutras partes do mundo. O aumento do valor dos terrenos contrastou fortemente com a média do Reino Unido, deixando a área vazia e isolada.

## Praças e ruas

### Belgrave Square

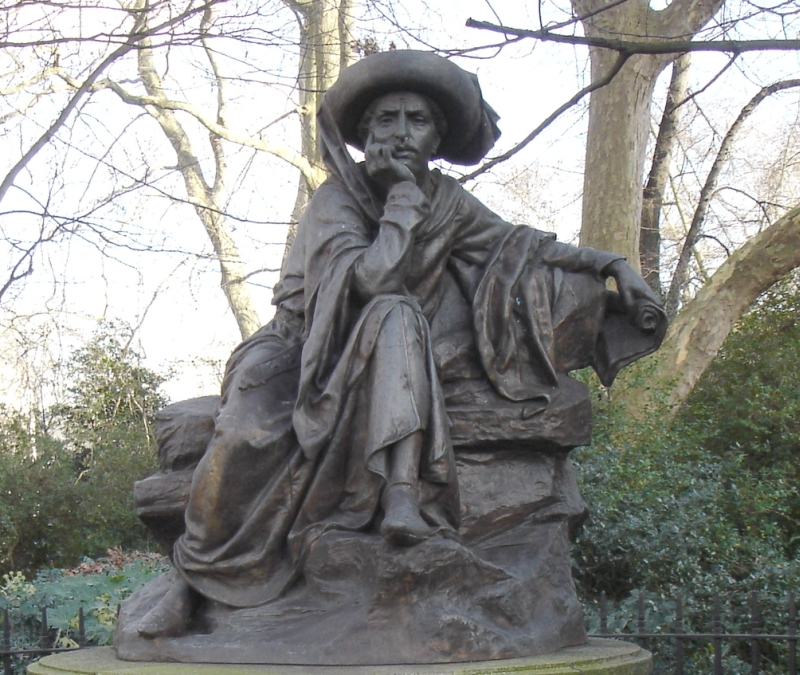
Estátua do Infante Henrique, o Navegador, em Belgrave.

Belgrave Square, uma das praças mais grandiosas e maiores do século XIX, é o ponto central de Belgravia. Foi projetada pelo empreiteiro imobiliário Thomas Cubitt para o 2.º Conde Grosvenor, que mais tarde se tornaria o 1.º Marquês de Westminster, com o início da construção em 1826. A construção foi amplamente concluída na década de 1840.
O projeto original consistia em quatro esplanadas, cada uma composta por onze grandiosas casas brancas revestidas de estuque, à exceção da esplanada sudeste, que tinha doze; mansões isoladas ocupavam três dos cantos e havia um jardim privado central. A numeração segue o sentido anti-horário a partir do norte: esplanada noroeste, números 1 a 11, mansão do canto oeste número 12, esplanada sudoeste números 13–23, mansão do canto sul número 24, esplanada sudeste números 25–36, mansão do canto leste número 37, esplanada nordeste números 38–48.
Há também uma casa isolada, um pouco mais recente, no canto norte, número 49, que foi construída por Cubitt para Sidney Herbert em 1847. As esplanadas foram projetadas por George Basevi (primo de Benjamin Disraeli). A maior das mansões nos cantos, Seaford House, no canto leste, foi projetada por Philip Hardwick, e a do canto oeste foi projetada por Robert Smirke, concluída por volta de 1830.
A praça contém estátuas de Cristóvão Colombo, Simón Bolívar, José de San Martín, Infante Henrique, o Navegador, o 1.º Marquês de Westminster, um busto de Basevi e uma escultura intitulada "Homenagem a Leonardo, o Homem Vitruviano", do escultor italiano Enzo Plazzotta.

### Eaton Square
Eaton Square é uma das três praças ajardinadas construídas pela família Grosvenor e foi nomeada em homenagem a Eaton Hall, em Cheshire, a residência principal da família. É mais longa, mas menos grandiosa do que Belgrave Square, e tem o formato de um retângulo alongado. O primeiro bloco foi projetado por Cubitt em 1826, mas a praça não foi concluída até 1855, ano da sua morte. O longo período de construção reflete-se na 

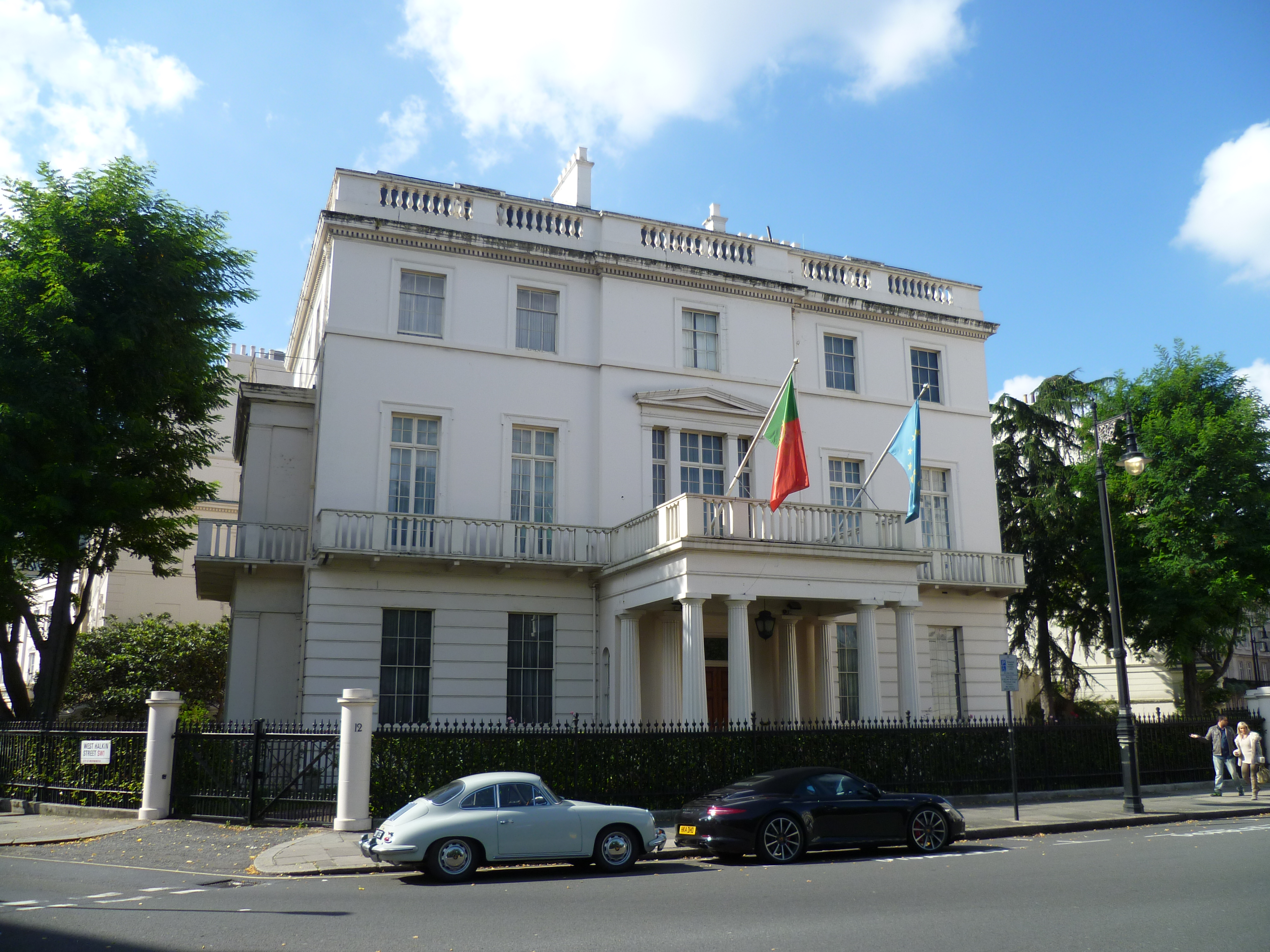
Embaixada de Portugal em Londres.

variedade de arquitetura ao longo da praça.
As casas em Eaton Square são grandes, predominantemente com três janelas de largura, unidas em esplanadas regulares num estilo clássico, com quatro ou cinco andares principais, além de sótão e cave, e uma casa de mews na parte de trás. A praça é uma das maiores de Londres e está dividida em seis compartimentos pela extremidade superior de King's Road (a nordeste de Sloane Square), uma estrada principal, agora movimentada por tráfego, que ocupa seu eixo longo, e duas ruas menores transversais.
Embora não seja tão elegante como algumas das outras praças de Londres, Eaton Square foi lar de várias figuras importantes. George FitzClarence, 1.º Conde de Munster, o filho ilegítimo de Guilherme IV, viveu no nº 13, enquanto Stanley Baldwin e Neville Chamberlain viveram nos nº 93 e nº 37, respetivamente. Desde a Segunda Guerra Mundial, Eaton Square tornou-se menos residencial; a Embaixada de Portugal encontra-se nesta zona.

### Upper Belgrave Street

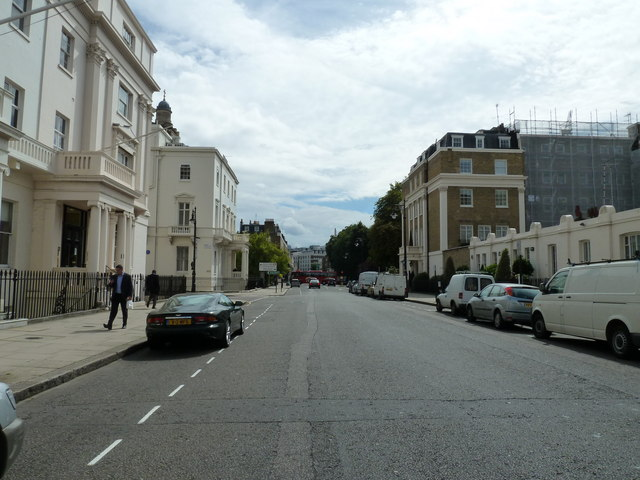
Upper Belgrave Street.

Upper Belgrave Street foi construída na década de 1840 para ligar King's Road a Belgrave Square. É uma ampla rua residencial de sentido único, 
com grandiosos edifícios brancos revestidos de estuque. Estende-se do canto sudeste de Belgrave Square até o canto nordeste de Eaton Square. A maioria das casas foi dividida em apartamentos e alcança preços de venda de até £3.500 por pé quadrado. Muitos dos edifícios foram construídos por Cubitt nas décadas de 1820 e 1830.
Walter Bagehot, escritor, banqueiro e economista, viveu no nº 12 durante a década de 1860. Alfred, Lorde Tennyson, viveu no nº 9 entre 1880 e 1881. John Bingham, 7.º Conde de Lucan, viveu no nº 46, e desapareceu sem deixar rastro de lá em 1974, após a ama dos seus filhos ser encontrada assassinada.
Hope Portocarrero, esposa de Anastasio Somoza, um ditador nicaraguano, viveu no nº 35.

### Chester Square

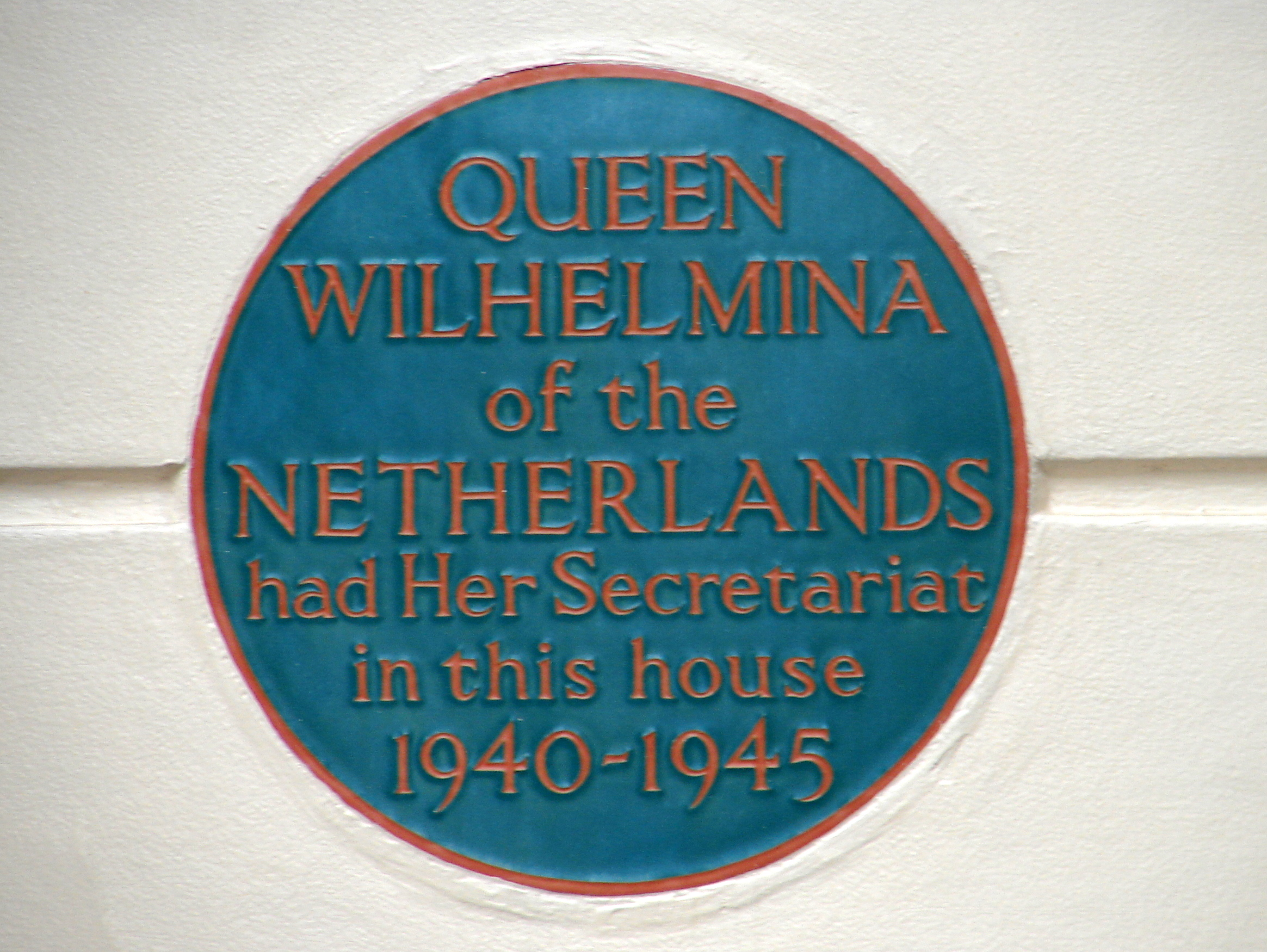
Placa em homenagem à Rainha Guilhermina dos Países Baixos em Chester Square.

Chester Square é uma praça ajardinada residencial mais pequena, a última das três praças ajardinadas construídas pela família Grosvenor. É nomeada em homenagem à cidade de Chester, perto de Eaton Hall. Membros da família também serviram como Deputados por Chester. A área ajardinada, com pouco menos de 1,5 acres (6.100 m²), é plantada com arbustos e bordaduras herbáceas. Foi remodelada em 1997, segundo o layout que aparece no mapa da Ordnance Survey de 1867.
Entre os antigos residentes encontram-se o poeta Matthew Arnold (1822–1888) no nº 2, Mary Shelley (1797–1851) no nº 24, John Liddell (1794–1868) no nº 72, Margaret Thatcher (1925–2013) no nº 73, e a Rainha Guilhermina dos Países Baixos (1880–1962) que residiu no nº 77 de 1940 até 1945.

### Wilton Crescent

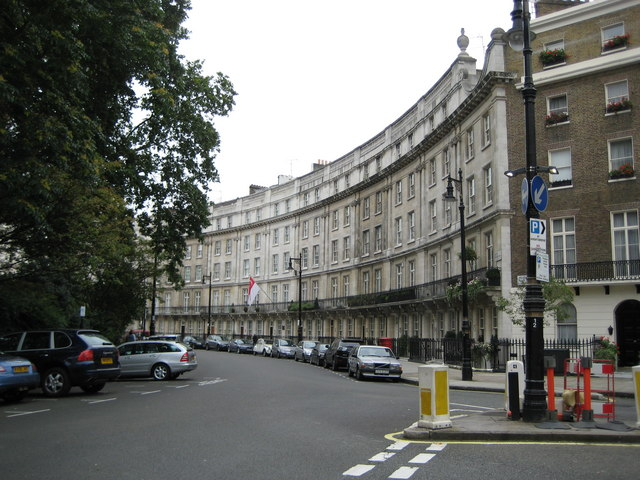
Wilton Crescent em Belgravia.

Wilton Crescent foi criada por Thomas Cundy II, o agrimensor da propriedade da família Grosvenor, e foi desenhada no plano original de 1821 de 
Wyatt para Belgravia. O nome da rua homenageia o 2.º Conde de Wilton, segundo filho do 1.º Marquês de Westminster. A construção foi realizada em 1827 por William Howard Seth-Smith.
Nos séculos XIX e XX, foi residência de muitos políticos britânicos proeminentes, embaixadores e funcionários públicos. Louis Mountbatten, 1.º Conde Mountbatten da Birmânia, viveu no nº 2 por muitos anos, e Alfonso López Pumarejo, duas vezes Presidente da Colômbia, viveu e faleceu no nº 33 (onde há uma placa azul em sua homenagem).
Como grande parte de Belgravia, Wilton Crescent possui elegantes esplanadas com suntuosas casas brancas, construídas em formato de crescente, muitas delas com varandas revestidas de estuque, especialmente na parte sul. As casas ao norte do crescente são revestidas de pedra e têm cinco andares, tendo sido reformadas entre 1908 e 1912. Originalmente, a maioria das casas foi construída no estilo estucado, mas durante esse período de renovação, muitas receberam revestimento de pedra. Outras casas atualmente possuem varandas de ferro preto.
Wilton Crescent fica a leste de Lowndes Square e Lowndes Street, a noroeste de Belgrave Square. O acesso é feito pela Wilton Place, construída em 1825 para ligá-la a Knightsbridge. Está adjacente a Grosvenor Crescent, a leste, onde se encontra a Embaixada da Indonésia. Mais a leste encontra-se o Palácio de Buckingham. A peça Major Barbara tem parte de sua trama ambientada na casa de Lady Britomart em Wilton Crescent. Em 2007, Wilton Garden, no centro do crescente, recebeu uma medalha de bronze da London Gardens Society.

### Lowndes Square
Lowndes Square recebeu esse nome em homenagem a William Lowndes, Secretário do Tesouro. Como grande parte de Belgravia, possui elegantes esplanadas com casas brancas revestidas de estuque. A leste encontram-se Wilton Crescent e Belgrave Square. A praça corre paralelamente à Sloane Street, a leste da loja de departamentos Harvey Nichols e da estação de metro Knightsbridge. Algumas das propriedades mais caras do mundo estão localizadas aqui. O empresário russo Roman Abramovich comprou duas casas estucadas em Lowndes Square em 2008. A fusão das residências, totalizando oito quartos, está avaliada em cerca de £150 milhões, ultrapassando o valor da casa mais cara de Londres até então.
George Basevi projetou muitas das casas na praça. Mick Jagger e James Fox filmaram uma cena na casa de Leonard Plugge em Lowndes Square. A praça também serviu de cenário para o romance The Countess of Lowndes Square, de Edward Frederic Benson.

## Na cultura popular
Os romances de Anthony Trollope (1815–1882) — The Way We Live Now, Phineas Finn, Phineas Redux, The Prime Minister e The Duke's Children — apresentam descrições precisas de Belgravia no século XIX. Flunkeyania or Belgravian Morals, escrito sob o pseudônimo "Chawles", foi um dos romances publicados em série na revista The Pearl, uma publicação vitoriana supostamente pornográfica.
Um episódio de 1967 da série de televisão Batman acontece em Belgravia.
Na popular série de televisão britânica Upstairs, Downstairs (1971–1975), a trama se desenrola na residência de Richard Bellamy (posteriormente 1.º Visconde Bellamy de Haversham) no nº 165 de Eaton Place, Belgravia (as filmagens externas foram feitas no nº 65 de Eaton Place, com um "1" pintado à frente do número da casa). A série retrata a vida da família Bellamy e de seus empregados domésticos entre 1903 e 1930, abrangendo os eventos turbulentos da era eduardiana, a Primeira Guerra Mundial e os anos pós-guerra, culminando na crise da bolsa de 1929, que põe fim ao mundo que eles conheciam. Em 2010, teve início a produção de uma minissérie que retomaria a história de uma das personagens principais, Rose Buck, em 1936, quando ela retorna ao nº 165 de Eaton Place para trabalhar como governanta da família Holland.
O primeiro episódio da segunda temporada da série Sherlock chama-se A Scandal in Belgravia, vagamente baseado no conto A Scandal in Bohemia, de Arthur Conan Doyle. Além disso, o amigo e colaborador literário de Conan Doyle, Bertram Fletcher Robinson, faleceu em Belgravia em 1907.
O filme original da Netflix The Princess Switch (2018), estrelado por Vanessa Hudgens, passa-se em grande parte no reino fictício de Belgravia.
Belgravia também é uma série de época transmitida em 2020, baseada no romance homônimo de Julian Fellowes, publicado em 2016, que o próprio Fellowes adaptou para a televisão.

## Galeria

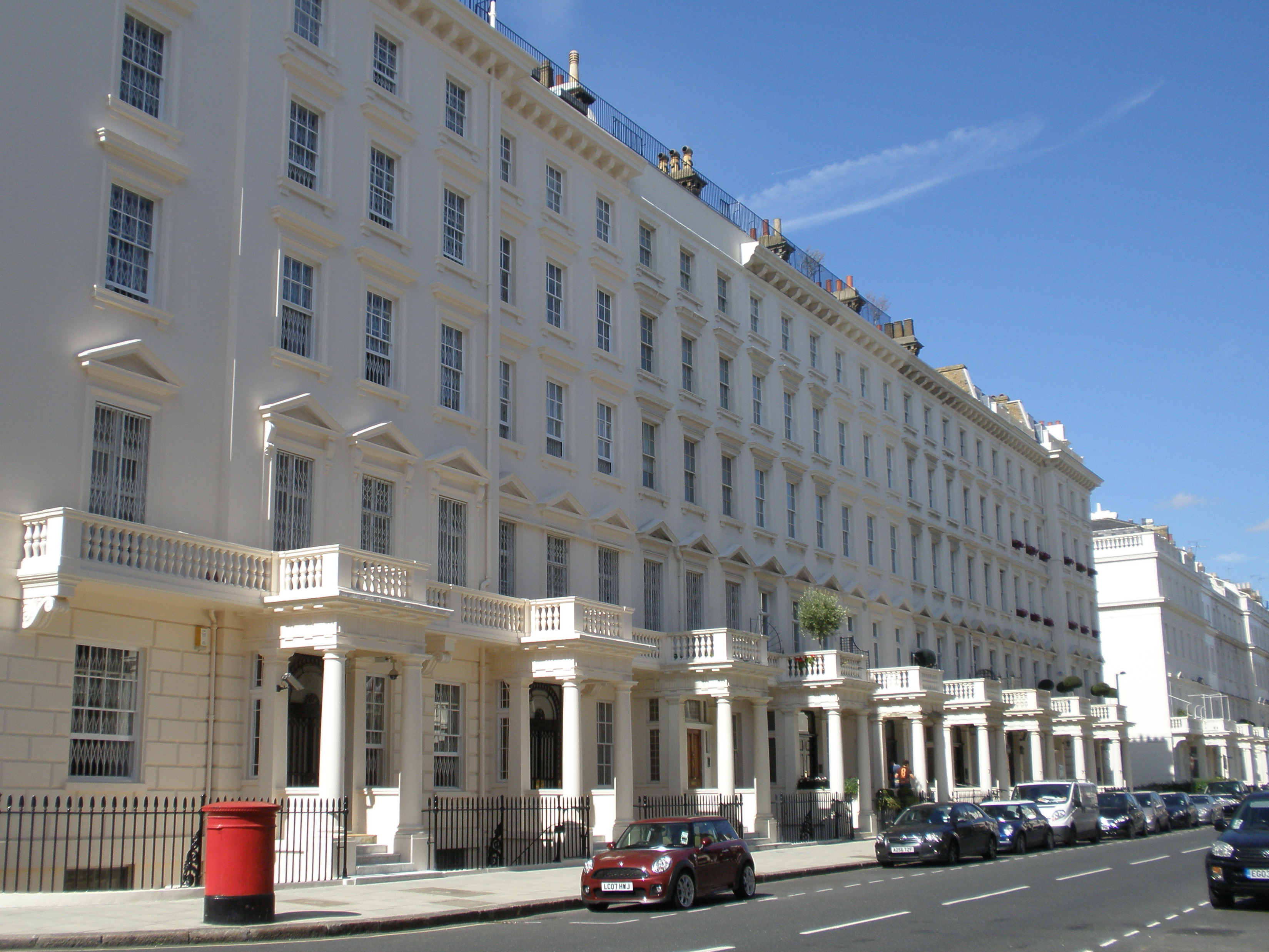
Belgravia em Londres.
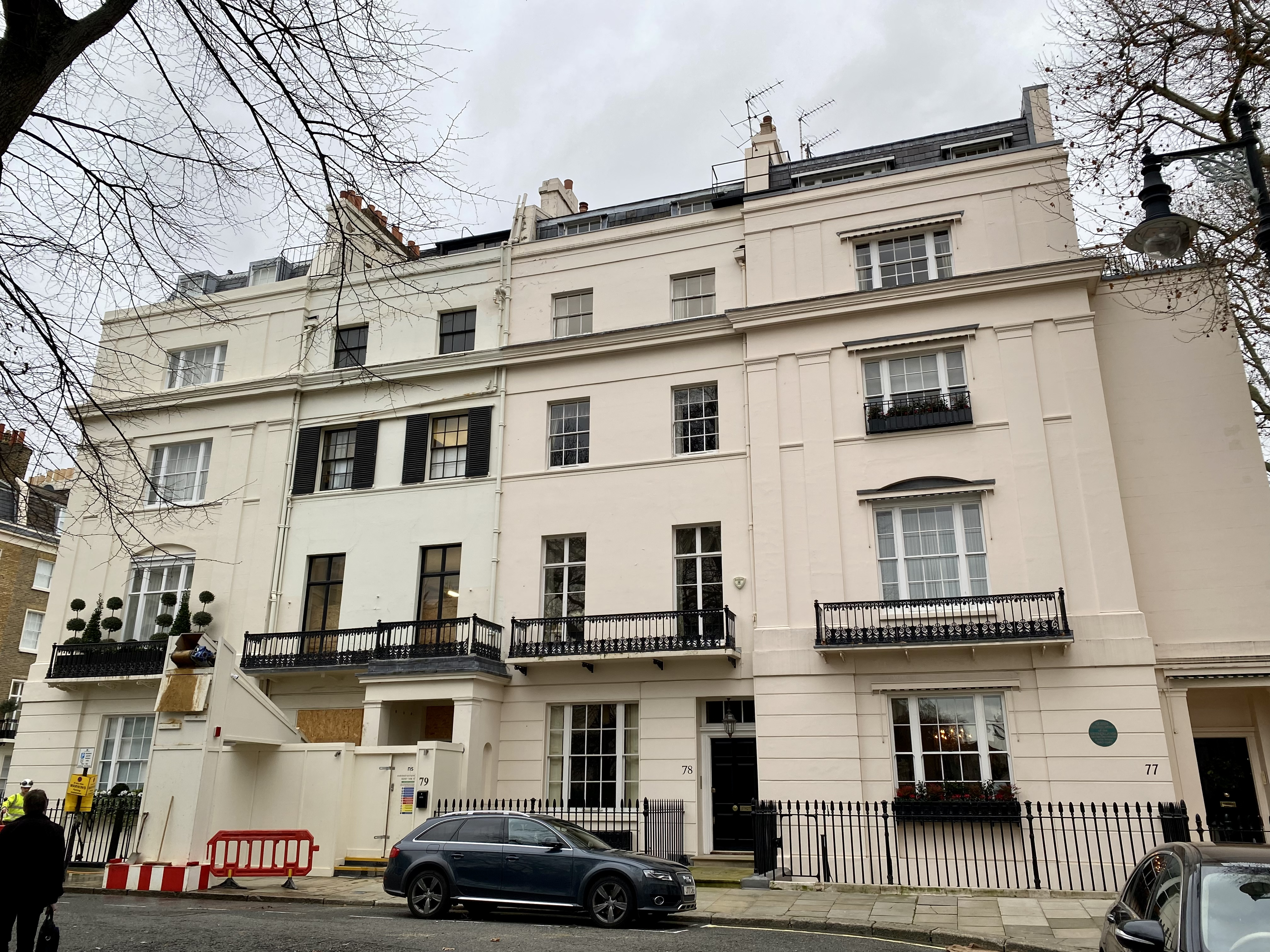
Chester Square, 2023.
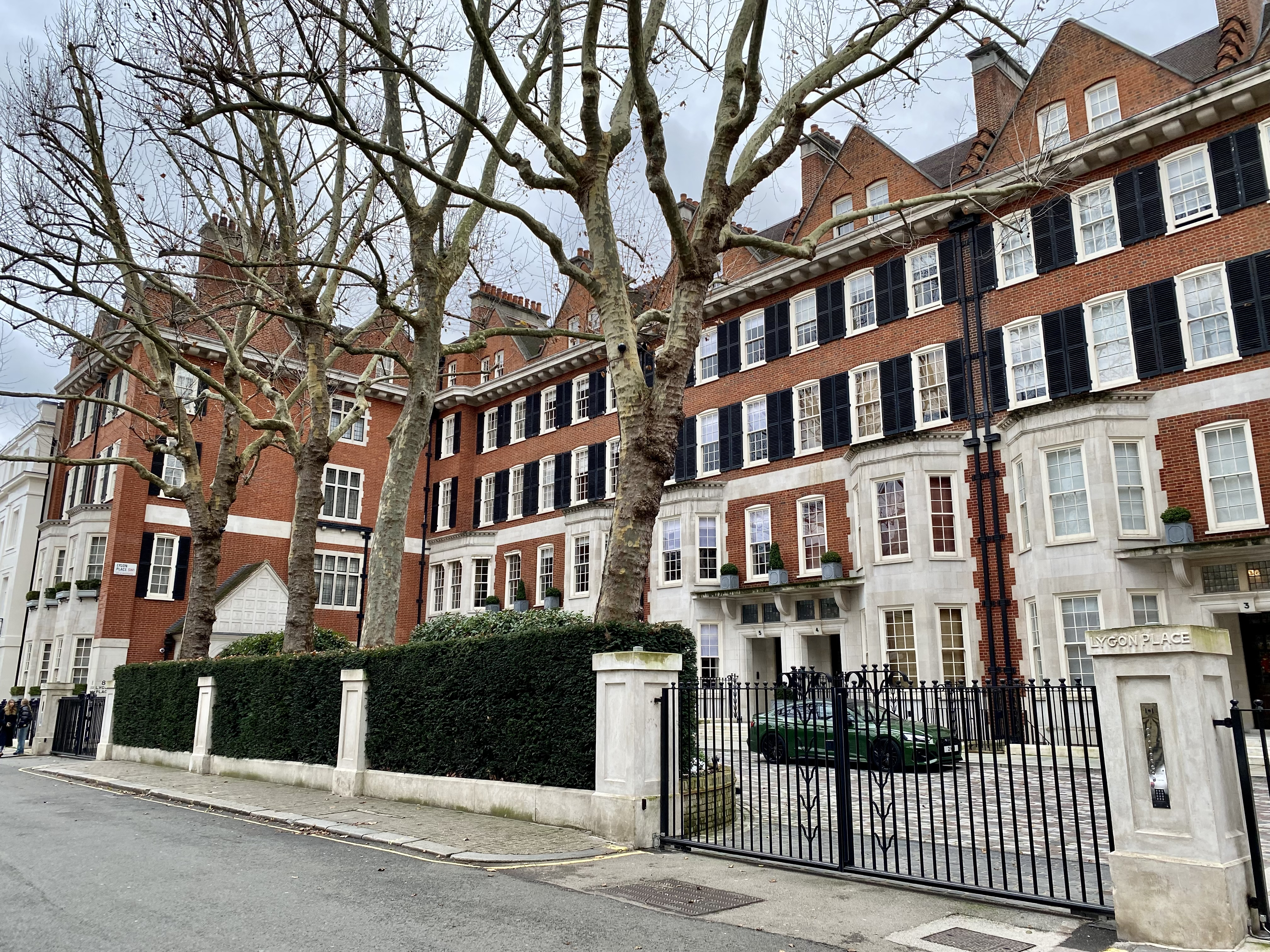
Lygon Place, Belgravia.
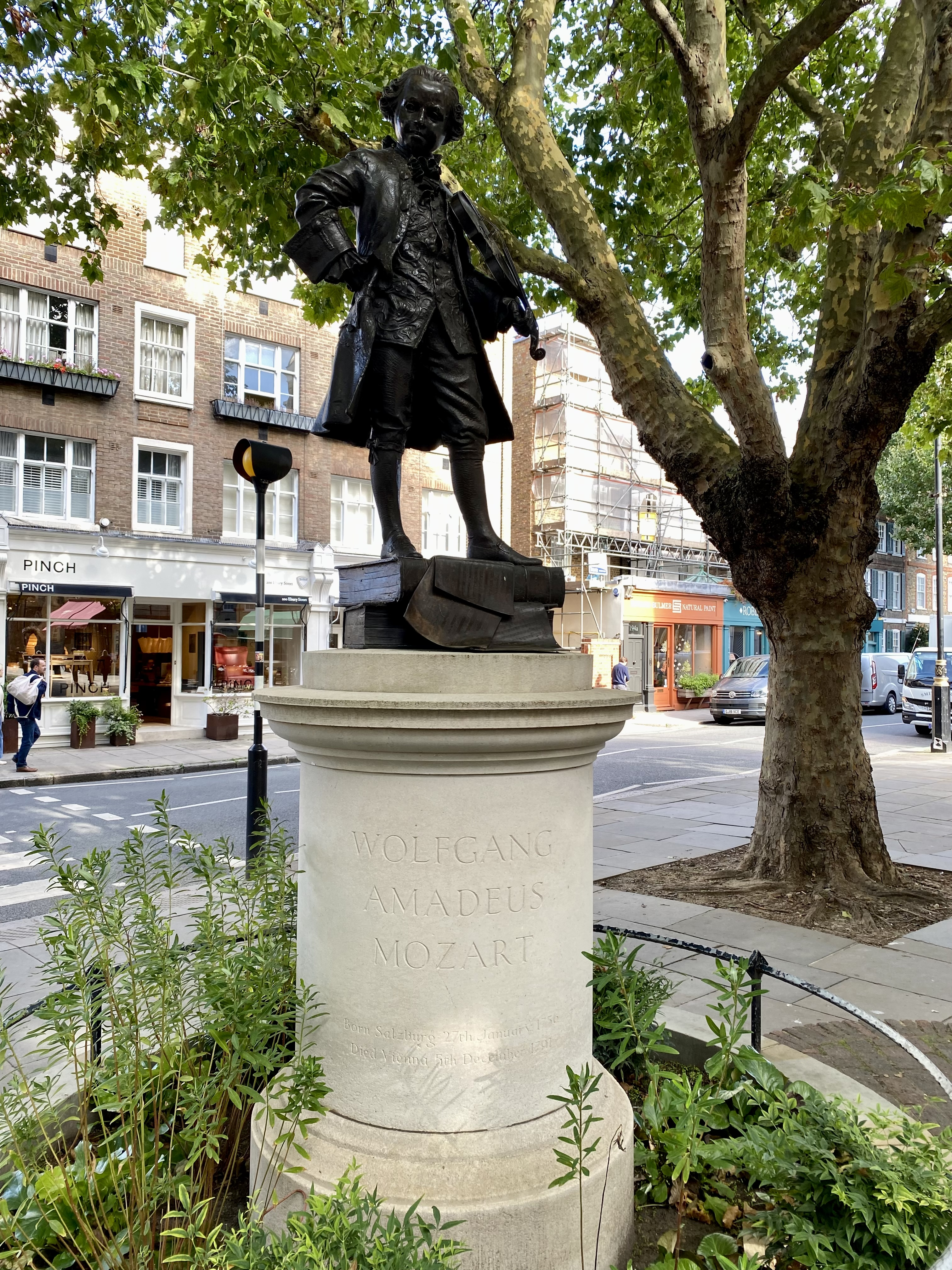
Estátua de Mozart em Belgravia.
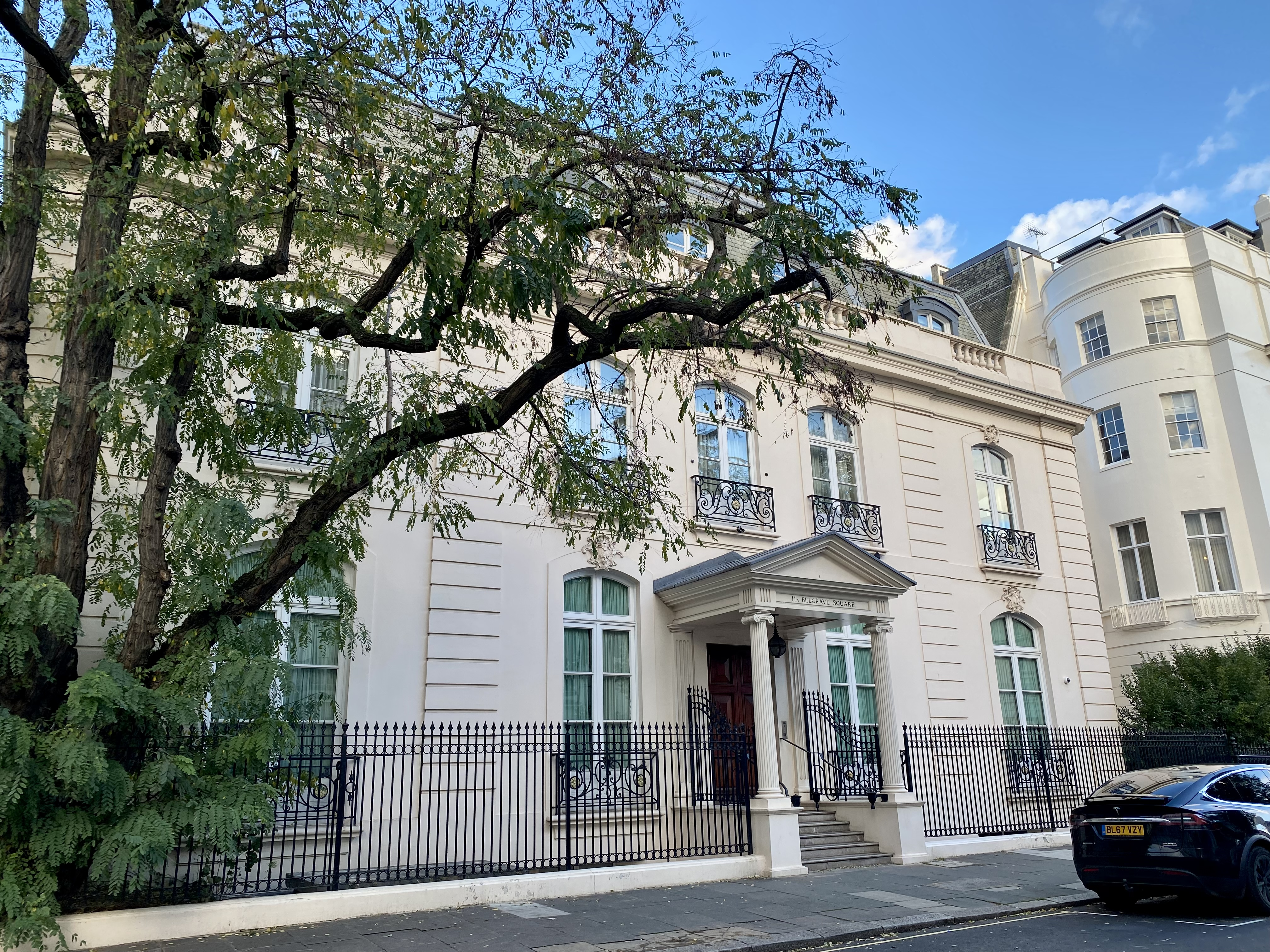
11a em Belgrave Square.
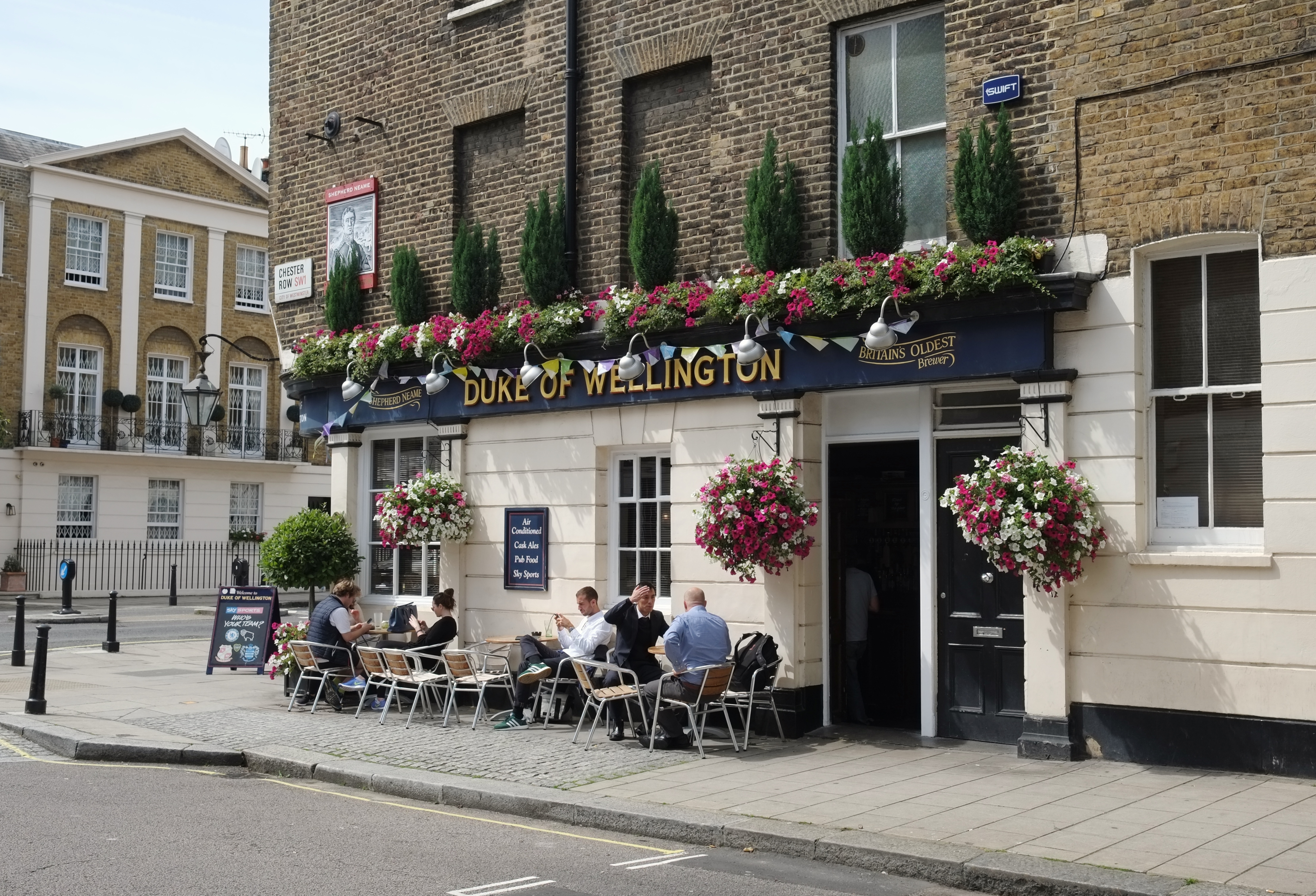
Bar típico em Belgravia.
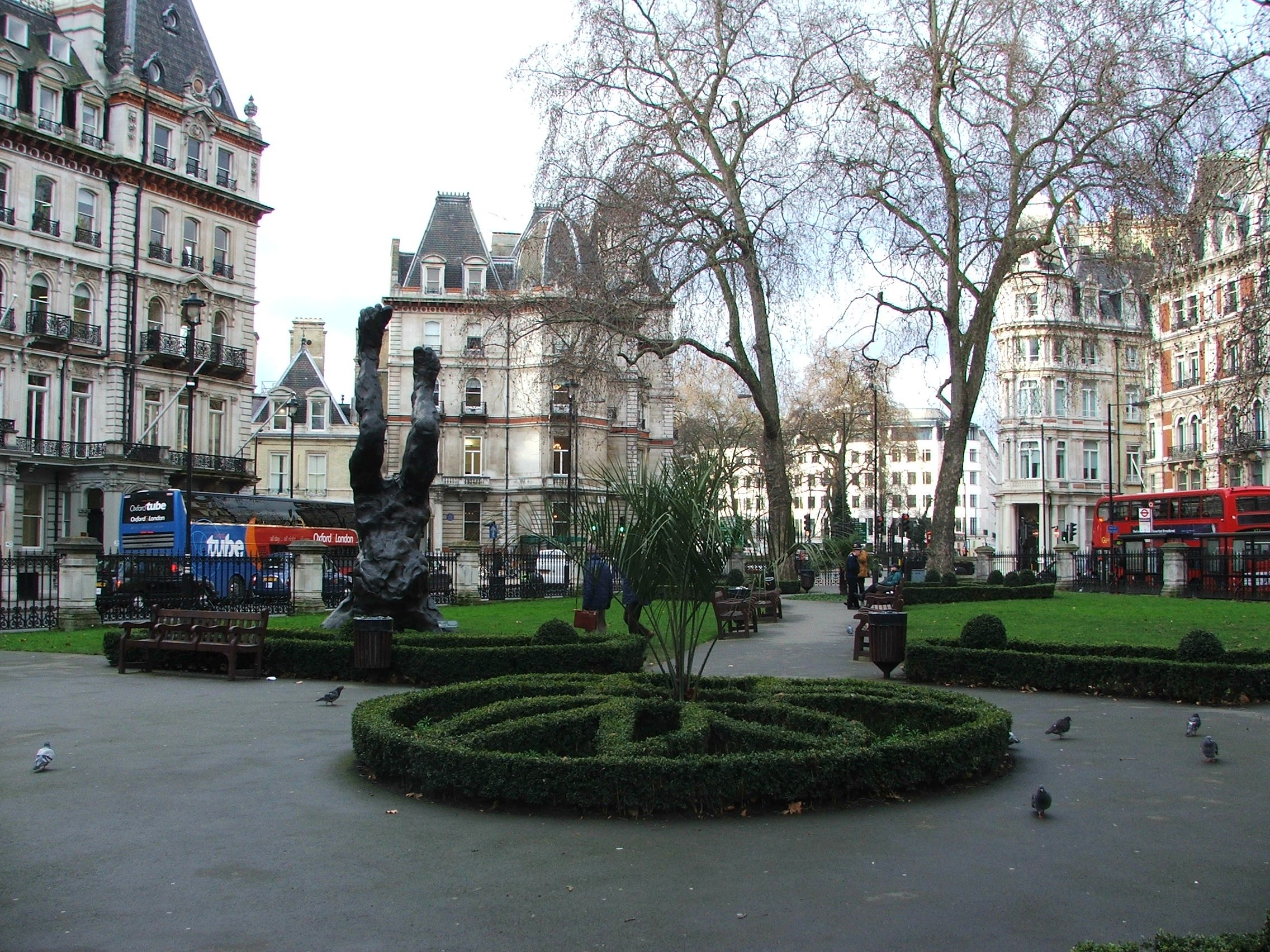
Jardins Grosvenor em Belgravia.
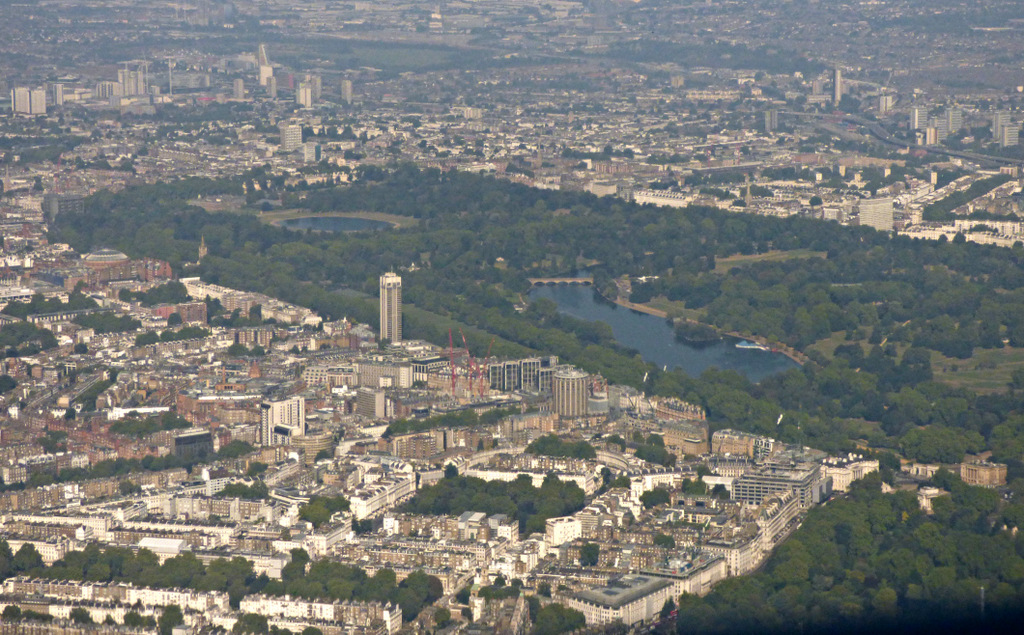
Vista aérea de Belgrave e Hyde Park.
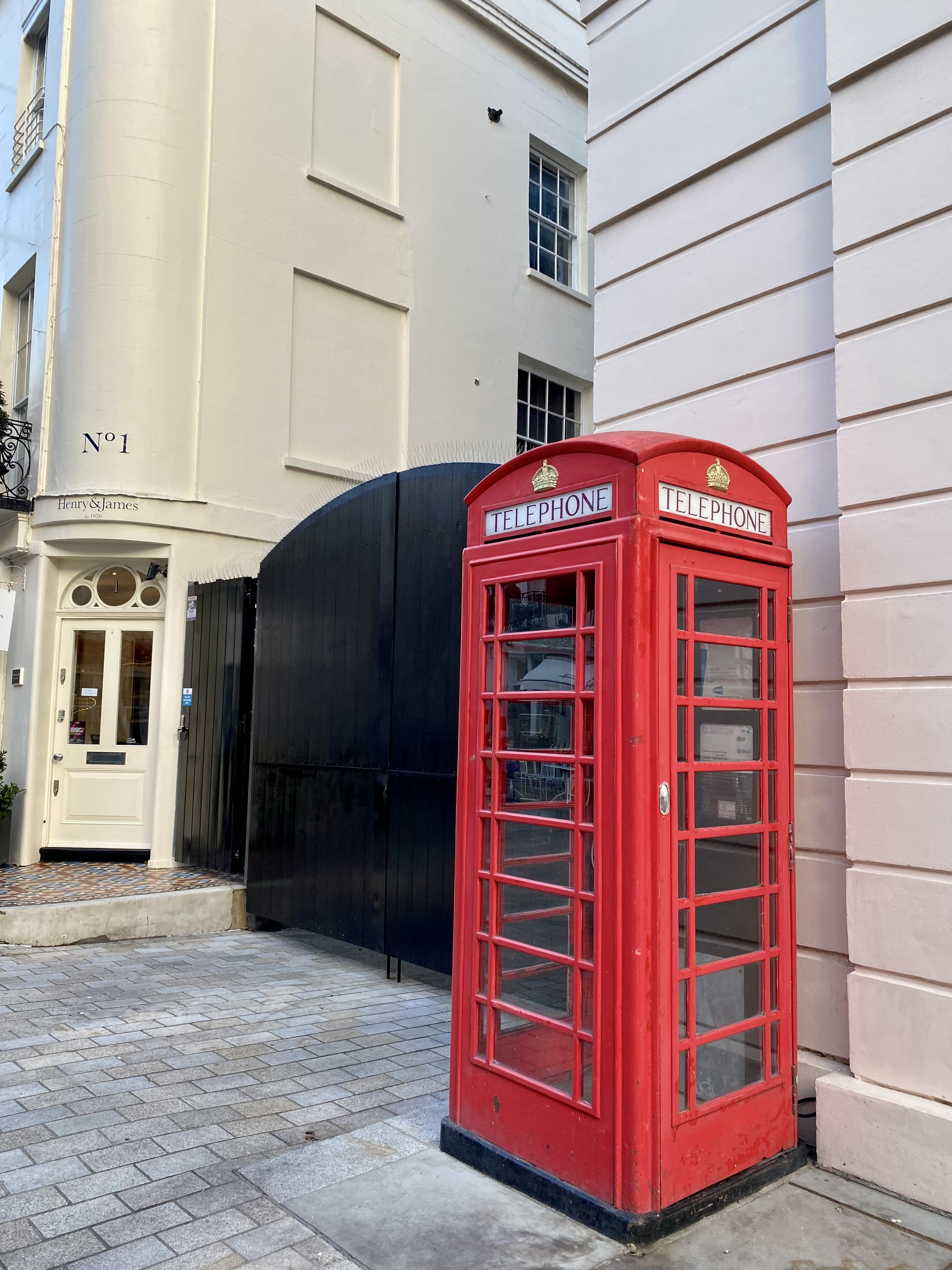
Cabine telefónica típica.